# Istituto coreano di ricerca aerospaziale
L'Istituto coreano di ricerca aerospaziale (in hangul  한국항공우주연구원, in hanja  韓國航空宇宙硏究院, in inglese Korea Aerospace Research Institute, KARI) è l'agenzia statale che si occupa della ricerca e sviluppo spaziale nella Corea del Sud. Il suo laboratorio principale si trova a Daejeon nel Daedeok Science Town. Gli attuali progetti includono il razzo KSLV. I precedenti progetti nel 1999 includevano il satellite Arirang. L'agenzia è stata fondata nel 1981. Prima che la Corea del Sud entrasse nell'Institute for Advanced Engineering (IAE) nel 1992 era orientato principalmente sulla ricerca aerospaziale.
Ha sviluppato il drone KARI TR-100, volato per la prima volta nel 2013.